# Залізничний транспорт Естонії

Естонські залізниці (на 2015 рік).

Залізничний транспорт Естонії являє собою мережу залізниць загальною протяжністю 1320 км (за станом на 2005 рік), з яких електрифіковано 132 км. Ширина колії на всій мережі становить 1524 мм. Основний залізничний вузол знаходиться в Таллінні. Провідними операторами є національні компанії «Eesti Raudtee» та «Elron».

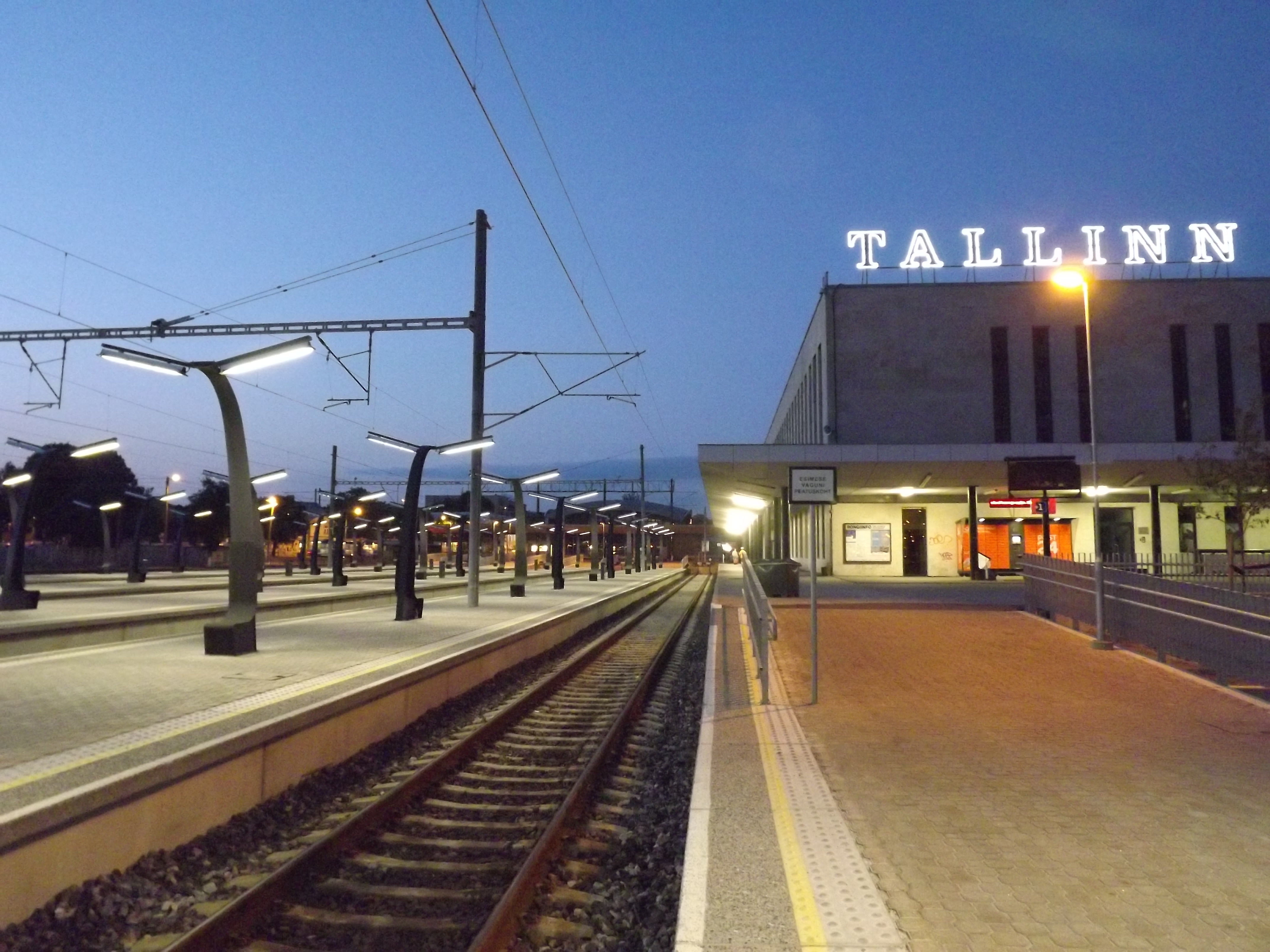
Балтійський вокзал в Талліні

## Історія

Залізниці для пасажирського користування (на 2008 рік)

Всі залізниці Естонії
(включно із зруйнованими)

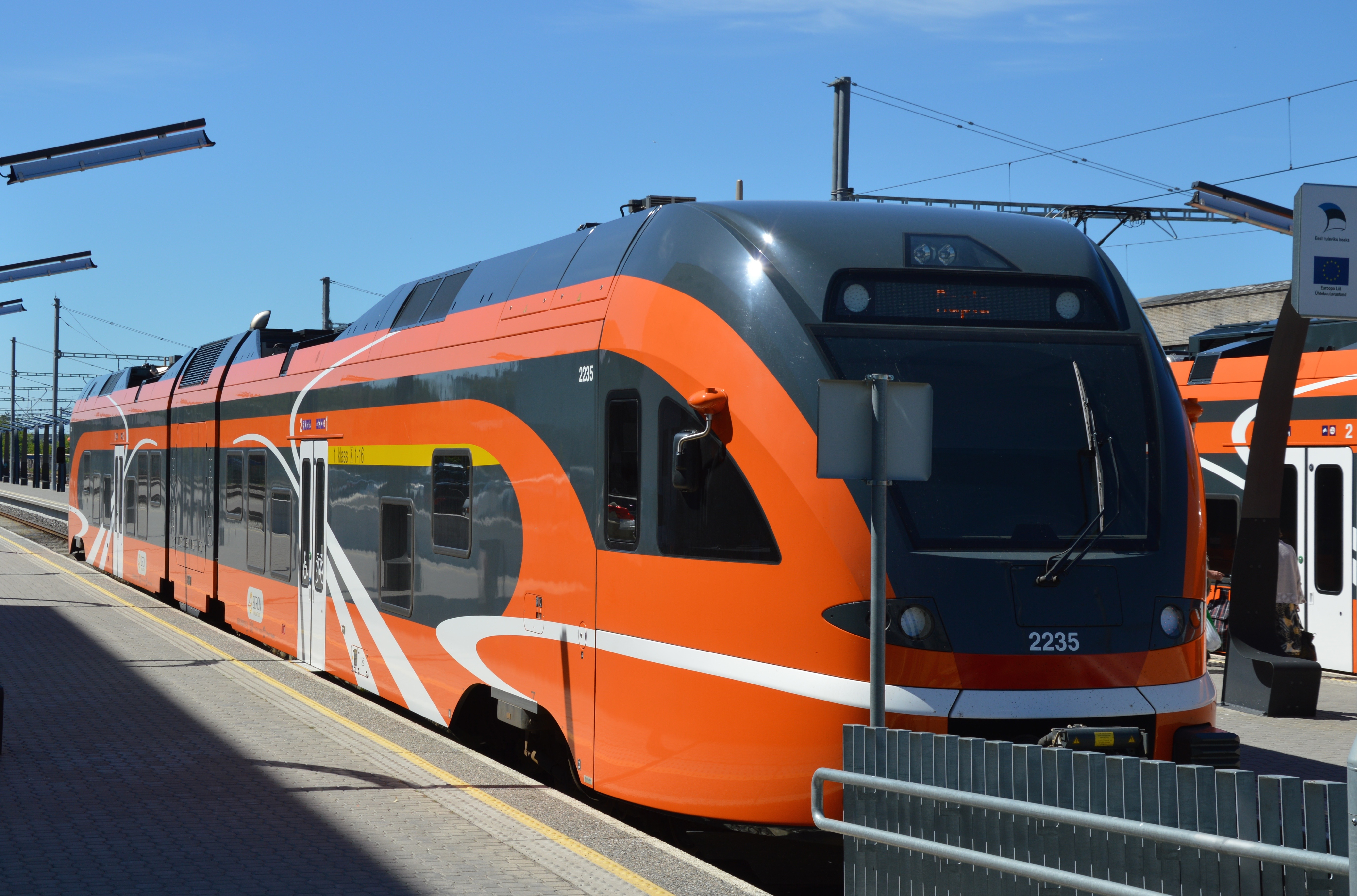
Stadler FLIRT на Балтійському вокзалі (Таллінн)

24 жовтня 1870 року було відкрито першу в Естонії залізниця на ділянці Палдіскі — Ревель — Нарва — Гатчина. У тому ж році ця ділянка була з'єднана із Петербурзько-Варшавською залізницею. Балтійське залізничне товариство подовжило лінію в 1870 році від Гатчини до Тосно, в результаті чого виникла зв'язка з Миколаївською залізницею.
У 1877 році відкрилася залізнична лінія Тапа — Дерпт, яка в 1897 році була продовжена до Валга, де була з'єднана із Псковсько-Ризькою залізницею, яка будувалася, по ній за два роки пішли поїзди.
У 1896 році було завершено будівництво першої вузькоколійної (750 мм) залізниці Валга — Пярну, в 1897 році була відкрита залізнична гілка від Мийзакюла до Вільянді, і звідти — до Пайде і порту в Ревелі. Постійний рух між цими містами виникло в 1901 році.
Самостійна Естонська залізниця («ЕЖД») була створена 15 листопада 1918 року на базі Північно-Західної залізниці, Першого товариства підвозних ліній і ділянок військово-морської і військово-польової залізниці.
У 1931 році було завершено будівництво ширококолійної залізниці Тарту — Печори, і Естонія отримала пряме сполучення з центральними регіонами Росії і України.
У 1940 році, коли Естонська залізниця була включена в залізничну мережу СРСР, протяжність публічних залізничних шляхів Естонії склала 1 447 км, з них 772 км — широкої колії і 675 км — вузькоколійки.
Перехід від паровозів на тепловози завершився в 1959 році і тривав два роки. Однією з важливих баз став порт Мууга, зїєднаний із залізницею у 1986 році.
У 1963 році Естонська залізниця була об'єднана з залізницями Латвії та Литви, ставши Прибалтійською залізницею.
У 1991 році, після відновлення незалежності Естонської Республіки, раніше воєнізована організація набрала економічні функції транзитного каналу. Державне підприємство «Естонська залізниця» було створене 1 січня 1992 року. В цьому ж році було встановлено членство Естонської залізниці в Міжнародному союзі залізниць та Організації співробітництва залізниць.
У 1997 році підприємство було перетворено на акціонерне товариство «Eesti Raudtee». У 1998 році був оголошений міжнародний конкурс з метою заснування акціонерного товариства і інвестора для організації міжнародних пасажирських перевезень.
За рішенням уряду 2000 року Естонське приватизаційне агентство (ЕПА) оголосило міжнародний конкурс на приватизацію 66 % акцій АТ «Eesti Raudtee», що проходив в два етапи.
У 2001 році генеральний директор Baltic Rail Services (BRS) уклав договір на приватизацію 66 % АТ «Eesti Raudtee».
У 2007 році Естонська Республіка викупила назад 66 % акцій за 2,35 мільярда крон. Причина — завищені тарифи на перевезення вантажів і лобіювання інтересів американських виробників залізничних машин, не пристосованих для роботи в країнах ЄС та СНД.
У 2009 році в комерційному регістрі зареєстровано поділ АТ «Eesti Raudtee», в ході якого створено два дочірніх підприємства: AS EVR Infra — підприємство з управління та обслуговування інфраструктури та AS EVR Cargo — підприємство в сфері вантажоперевезень.

## Транзит
Динаміка перевезених транзитних вантажів виглядає наступним чином:
| Рік                                     | 1995 | 1996 | 1997 | 1998 | 1999 | 2000 | 2001 | 2002 | 2003 | 2004 | 2005 |
| Кількість транзитних вантажів (млн тон) | 23,7 | 24,8 | 28,9 | 31,6 | 37,1 | 39,4 | 38,5 | 42,1 | 42,1 | 42,8 | 44,3 |

## Залізничні гілки

Відносна частота руху приміських поїздів, 2016 рік.

Станом на 2017 рік в Естонії функціонують вісім основних залізничних гілок.
| Залізнична ділянка   | Рік відкриття | Довжина (км) |
| -------------------- | ------------- | ------------ |
| Валга — Печори       | 1889          | 96,5         |
| Кейла — Палдіскі     | 1870          | 20,8         |
| Кейла — Рійзіпере    | 1905          | 24,6         |
| Клоога — Клоогаранна | 1960          | 3,4          |
| Лелле — Пярну        | 1928/1973     | 69,5         |
| Таллін — Вільянді    | 1901/1971     | 153,6        |
| Таллін — Кейла       | 1870          | 26,8         |
| Таллін — Нарва       | 1870          | 211          |
| Тапа — Тарту         | 1876          | 112,5        |
| Тарту — Валга        | 1887          | 82,5         |
| Тарту — Печори       | 1931          | 87,3         |

## Електрифіковані лінії

Схема електрифікації Естонських залізниць на 2016 рік.

Естонська залізниця електрифікована постійним струмом (3 кВ) протягом 132,2 км під приміський рух.
- 'Таллінн — Аегвійду' — протяжністю 56,7 км.
  - Станції та пункти зупинки (14): Таллінн-Балти, Кітсекюла, з.п. Юлемісте, ст. Юлемісте, Вессей, Лагеді, Кулл, Арукюла, Раазіку, парила, Кехра, Лахінгувялья, Мустйие, Аегвійду.
- 'Таллінн — Кейла — Рійзіпере' — протяжністю 51,3 км.
  - Станції та пункти зупинки (22): Таллінн-Балти, Таллінн-Коплі, Ліллекюла, Тондій, Ярве, Рахумяе, Нимме, Хійу, Ківімяе, Пяескюла, Лаагрі, Урда, Падула, Сауе, Валинга, Кейла, Кулна, Вазалемма, Кібуна, лайтс, Яаніка, Рійзіпере.
- 'Кейла — Палдіскі' — протяжністю 20,8 км.
  - Станції та пункти зупинки (7): Кейла, Нійтвялья, Клоога, Клоога-Аедлінн, Пиллкюла, Лаокюла, Палдіскі.

А також невелике відгалуження 'Клоога — Клоогаранна' протяжністю 3,4 км.